# Destria bisignatus
Destria bisignatus är en insektsart som beskrevs av Sanders och Delong 1923. Destria bisignatus ingår i släktet Destria och familjen dvärgstritar. Inga underarter finns listade i Catalogue of Life.